# Блэк-Ривер (Ямайка)
Блэк-Ривер (англ. Black River — дословно Чёрная река) — крупнейший город и административный центр округа Сент-Элизабет, Ямайка. Город расположен в устье одноимённой реки.

## История
Впервые город упоминается на картах английского картографа Джона Селлерса в 1685 году.